# What Is Love? (Clean Bandit-album)
A What Is Love? című stúdióalbum a brit Clean Bandit csapat 2018. november 30-án megjelenő 2. stúdióalbuma. Az albumon olyan dalok szerepelnek, mint a Tears, (közreműködött Louisa Johnson), a Rockabye (közreműködött Sean Paul éps Anne-Marie), a Symphony (közreműködött Zara Larsson), a Miss You (közreműködik Julia Michaels), és a Solo (közreműködik Demi Lovato). De az albumon hallható még Luis Fonsi, Ellie Goulding, Rita Ora és Charli XCX is.

## Előzmények
Jack Patterson 2017 végén azt nyilatkozta a Fault magazinban, hogy az új album 2018. második felében jelenik majd meg, és sokkal komolyabb hangvételű lesz, mint előző albumuk. A csapattagok szerint az első album sokkal lazább, és könnyed volt. Chatto azt is mondta, hogy Harry Styles is írt el dalt az albumra, valamint Elton John és Gallant is dolgozott az albumon.

## Promóció
2018. szeptemberében a csapat közösségi oldalán bejelentette, hogy Rita Ora-val közösen is készített dalt, és az album munkálatai befejeződtek. Néhány nappal később nyilvánosságra hozták az album címét, és hogy milyen dalok szerepelnek az albumon. A tagok a következőket nyilatkozta az új albumról:
" Az album a szerelem különböző fajtáit és szakaszát vizsgálja, az elmúlt három év történéseit az együttes életében"

## Számlista

### Standard Edition
1. Symphony featuring Zara Larsson
2. Baby featuring Marina and the Diamonds
3. Solo featuring Demi Lovato
4. Rockabye featuring Sean Paul and Anne-Marie
5. Mama featuring Ellie Goulding
6. Should've Known Better featuring Anne-Marie
7. Out at Night featuring Kyle and Big Bo
8. Last Goodbye featuring Tove Styrke and Stefflon Don
9. We Were Just Kids featuring Craig David and Kirsten Joy
10. Nowhere featuring Rita Ora and Kyle
11. I Miss You featuring Julia Michaels
12. In Us I Believe featuring Alma

### Deluxe Edition Bonus Tracks[4]
1. 24 Hours featuring Yasmin Green
2. Playboy Style featuring Charli XCX and Bhad Bhabie
3. Beautiful featuring Davido and Love Ssega
4. Tears featuring Louisa Johnson

## Megjelenések
| Régió   | Dátum              | Formátum                   | Label    | Kiadás          |
| ------- | ------------------ | -------------------------- | -------- | --------------- |
| Various | 2018. november 30. | CD, LP, Digitális letöltés | Atlantic | Standard deluxe |